# Obelisk polski na Syjonie w Jerozolimie
Obelisk polski na Syjonie w Jerozolimie – pomnik upamiętniający polskich uchodźców zmarłych w Palestynie w latach 1941–1948.

## Historia
Kwatera polska na cmentarzu katolickim na Syjonie w Jerozolimie nie znajdowała się pod opieką przedstawicieli oficjalnych władz polskich w okresie PRL, gdyż po wojnie sześciodniowej Polska zerwała stosunki dyplomatyczne z Izraelem. Groby odnowiono dopiero w 2006 roku dzięki funduszom Rady Ochrony Pamięci Walk i Męczeństwa. Z tej okazji postanowiono upamiętnić polskich uchodźców doby wojny, którzy zmarli w Palestynie także wspólnym monumentem. Początkowo planowano wykonać pomnik w miejscowym piaskowcu, wojskowego orła na zwieńczeniu w brązie lub kamieniu innej barwy niż użyty w obelisku. Ostatecznie pomnik został w całości wykonany w granicie w Polsce i przywieziony do Izraela. Jego montaż powierzono arabskiej firmie Muhammada Bakriego z Akki.
Pomnik odsłonił prezydent Lech Kaczyński 10 września 2006 roku. W uroczystości uczestniczyła małżonka prezydenta Maria Kaczyńska oraz przedstawiciele Polonii.
Na obelisku znajdują się napisy w języku polskim i angielskim:

W HOŁDZIE POLAKOM SPOCZYWAJĄCYM NA TYM CMENTARZU, OSOBOM CYWILNYM I ŻOŁNIERZOM II KORPUSU POLSKIEGO GEN.
WŁADYSŁAWA ANDERSA, BYŁYM JEŃCOM I WIĘŹNIOM SOWIECKICH ŁAGRÓW, ZMARŁYM W DRODZE DO OJCZYZNY W LATACH II WOJNY ŚWIATOWEJ I PO JEJ ZAKOŃCZENIU. POLSKA O WAS PAMIĘTA! RZECZPOSPOLITA POLSKA, WARSZAWA JEROZOLIMA 2006

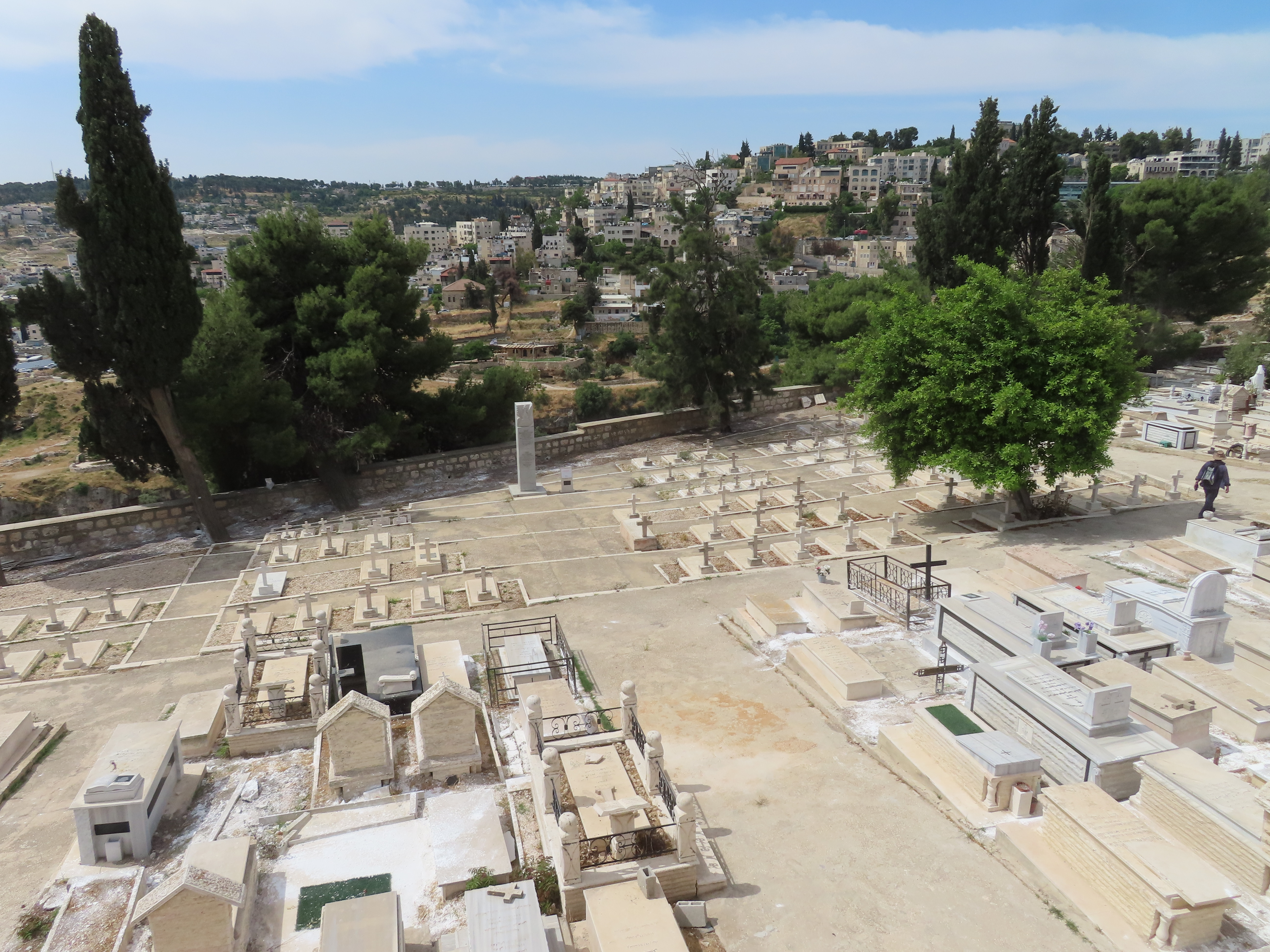
Usytuowanie obelisku u końca alei cmentarnej
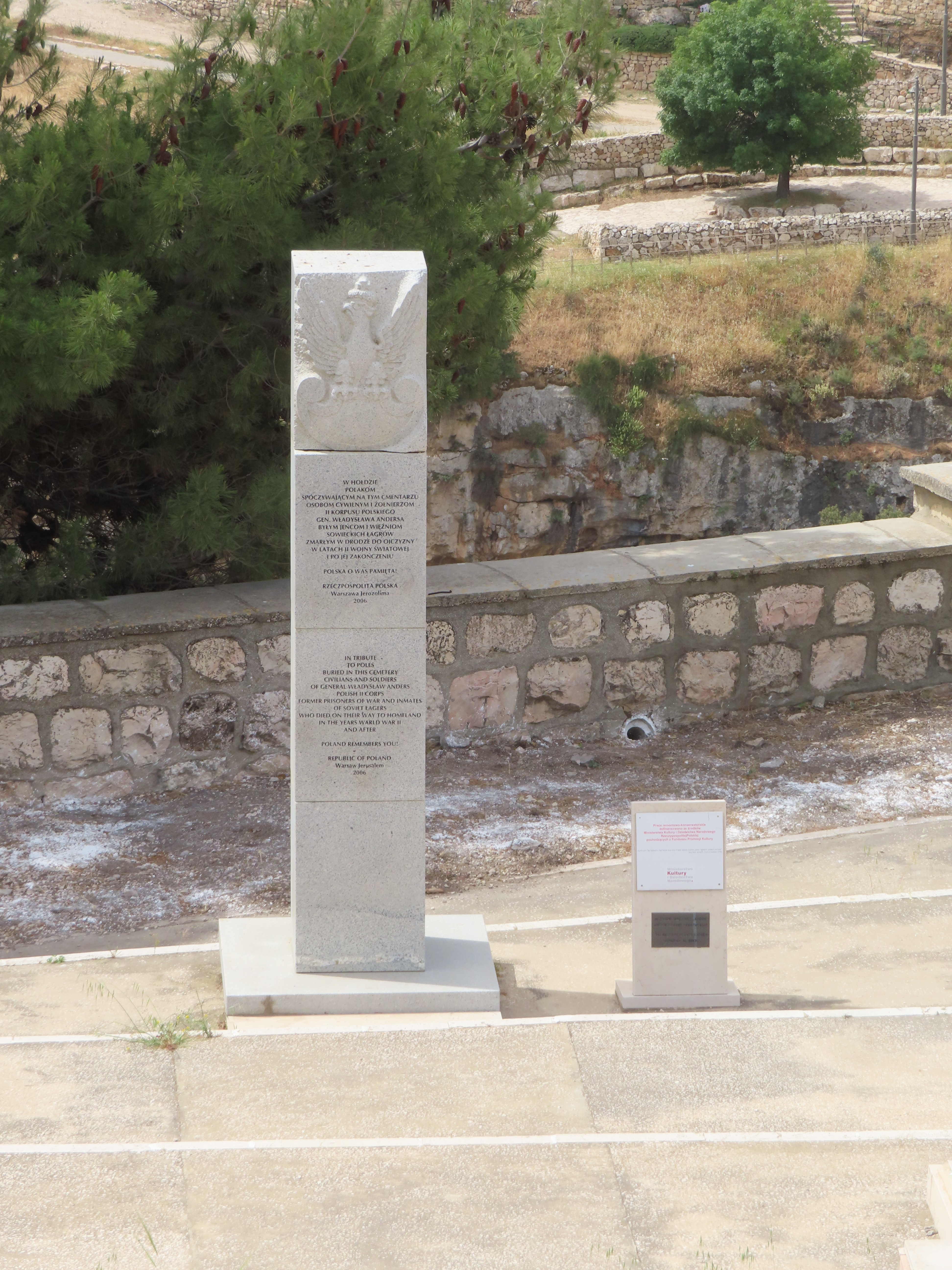
Polski obelisk